# Агунбиаде, Таджудин
Таджудин Агунбиаде (англ. Tajudeen Agunbiade; род. 25 мая 1975 года) — нигерийский паралимпийский игрок в настольный теннис. Двукратный чемпион летних Паралимпийских игр 2000 в Сиднее. Бронзовый призёр летних Паралимпийских игр 2020 в Токио.

## Спортивные результаты
| Год  | Турнир                          | Место проведения | Класс | Дисциплина       | Место |
| ---- | ------------------------------- | ---------------- | ----- | ---------------- | ----- |
| 2000 | Летние Паралимпийские игры 2000 | Сидней           | 9     | одиночный разряд | 1     |
| 2000 | Летние Паралимпийские игры 2000 | Сидней           | 9     | команды          | 1     |
| 2008 | Летние Паралимпийские игры 2008 | Пекин            | 9     | одиночный разряд | 21    |
| 2008 | Летние Паралимпийские игры 2008 | Пекин            | 9     | команды          | 9     |
| 2021 | Летние Паралимпийские игры 2020 | Токио            | 9     | одиночный разряд | 5     |
| 2021 | Летние Паралимпийские игры 2020 | Токио            | 9     | команды          | 3     |